# Carnevale d'Abruzzo
Il Carnevale d'Abruzzo, o Carnevale francavillese, è una manifestazione di Francavilla al Mare (CH) in cui sfilano carri costruiti da abili cartapestai del luogo, personaggi in costume e caricature di personalità al centro dell'attenzione dei media durante il corso dell'anno.
Benché già dal XVIII secolo fosse documentato il carnevale in Abruzzo e festeggiato in diverse maniere, come quello di Tagliacozzo, Chieti, Castiglione Messer Marino, Roccascalegna o di Lanciano, dopo la seconda guerra mondiale con gli anni, il Carnevale francavillese è divenuto, sul modello di quello di Viareggio, il più noto nella regione abruzzese.

## Storia
La tradizione di questo carnevale nasce subito dopo il secondo Dopoguerra nel 1956, frutto della volontà di alcune persone al fine di animare il luogo di villeggiatura durante l'inverno. Il Carnevale francavillese conta un periodo di sospensione dal 1974 al 1980. La sfilata segue sempre il tradizionale percorso lungo il viale principale del paese (viale Nettuno), tra la stazione ferroviaria e la vicina piazza della Sirena, svolgendosi nei giorni della domenica di Quinquagesima e dell'ultimo martedì di Carnevale.
Inizialmente, il Carnevale si festeggiava con l'esibizione del gruppo folkloristico "Zazzà cerca Zuzzù", complesso originario francavillese, che si esibiva lungo le strade, con balli e travestimenti. Dato il successo iniziale, la piccola ricorrenza divenne una festa ufficiale con l'organizzazione del comitato cittadino per l'organizzazione del carnevale annuale. Furono presi contatti con maestri cartapestai regionali e poi del Paese, insieme a orchestratori e musicisti vari, in modo da far avere a questa piccola manifestazione risonanza regionale e anche nazionale.
Raggiunta l'organizzazione classica annuale della sfilata dei carri, ad aprire la parata è il carro di Re Patanello (la maschera ufficiale del Carnevale d'Abruzzo a Francavilla), personaggio ispirato alla storia di Zì Patane, ciabattino francavillese vissuto alla fine dell'800, burlone e stravagante, che rispecchia l'anima festosa della comunità. Negli anni i carri a seguire si sono sempre più aggiornati, proponendo figure e allegorie satiriche e sbeffeggianti la politica (come da antiche tradizioni delle "feste dei folli" o dell'antico e dimenticato carnevale di Roccascalegna), la società contemporanea. Il percorso è sempre lo stesso, da Piazzale Stazione, passando per viale Nettuno fino a raggiungere Piazza Sirena, dove si seleziona il carro vincitore, e dove alla fine della festa si brucia la "pupazza", che rappresenta l'ordine e il potente elimintato in nome del caos della feste del carnevale ma che tornerà sempre.

## Particolarità del Carnevale
Le tipicità di questo carnevale consistono soprattutto nel cibo: si gusta la "cicerchiata", dolce tipico abruzzese con forma a ciambella, composta da palline di impasto fritte nell'olio d'oliva e comparse di miele; in seguito le "frappe" o "chiacchiere" diffuse nel resto d'Italia. Altra ricorrenza locale è la recitazione della filastrocca scritta dal poeta Gabriele D'Annunzio, con riferimenti alla festa e all'allegria, ma anche alla religione, parlando del mercoledì delle ceneri:
(Gabriele D'Annunzio, Carnevale di Francavilla)
Le associazioni culturali locali sfilano coi carri sul viale, arrivando in piazza Sirena, che si riempie anche dei cittadini in costume. I carri vengono presentati, mostrano scene allegoriche,  spesso riferimenti comici a situazioni locali politiche e sociali, oppure i bersagli sono politici (caratteristica antica principale) e figure di rilievo internazionali, oppure ancora si prendono a modello personaggi della fantasia e dei fumetti internazionali. Il carro aprente è sempre quello della maschera di Re Patanello (una figura satirica del potere e dell'ordine).
Alla fine della festa in piazza una giuria sceglie il carro vincente. Nel corso degli anni la cerimonia è stata divisa in 3 giornate, la prima che si svolge nel Mercoledì delle Ceneri, la seconda il Martedì grasso e l'ultima con elezione del carro vincente il Giovedì grasso.